# Aerosoccorritore

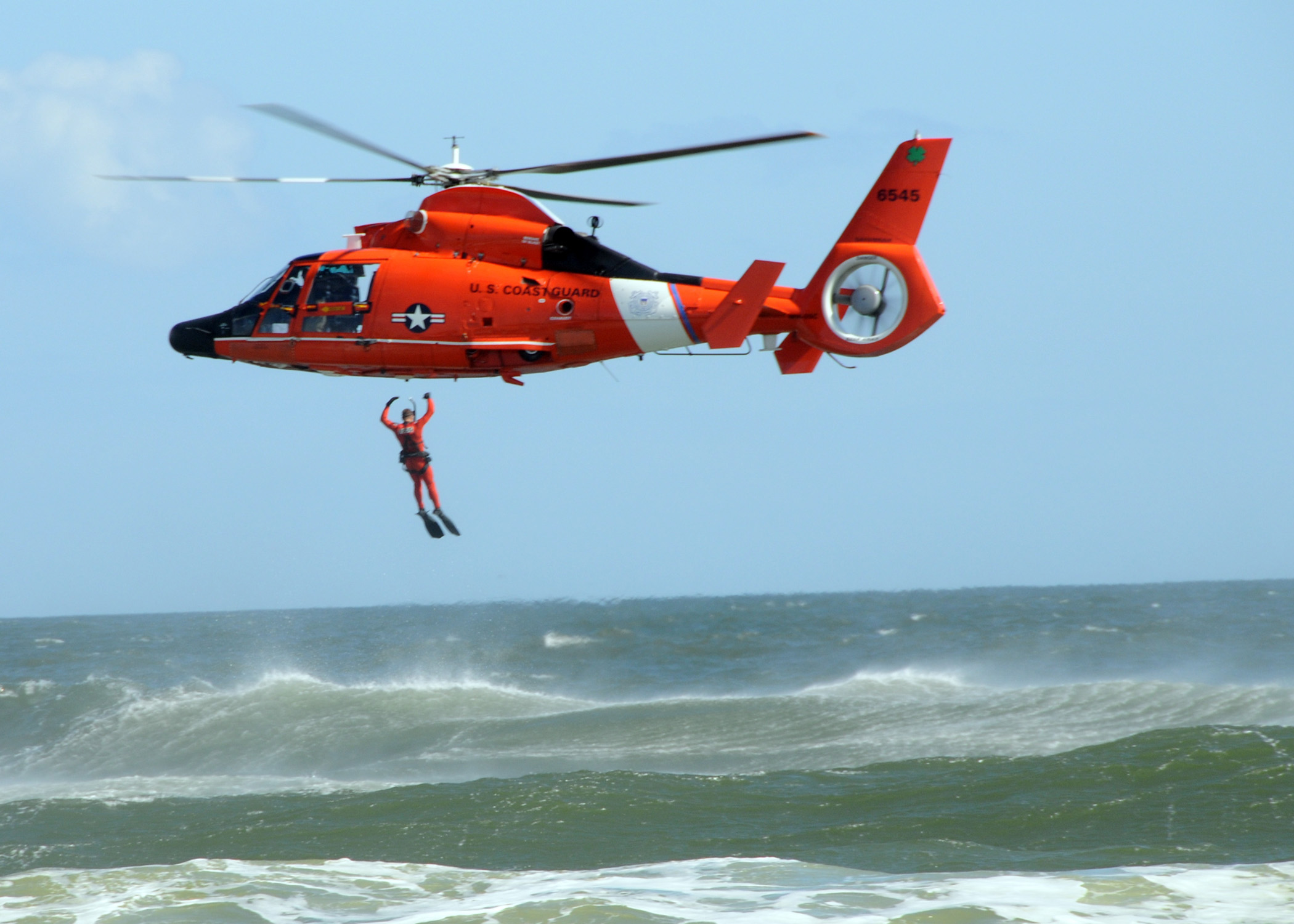
Un aerosoccorritore della US Coast Guard si lancia da un elicottero

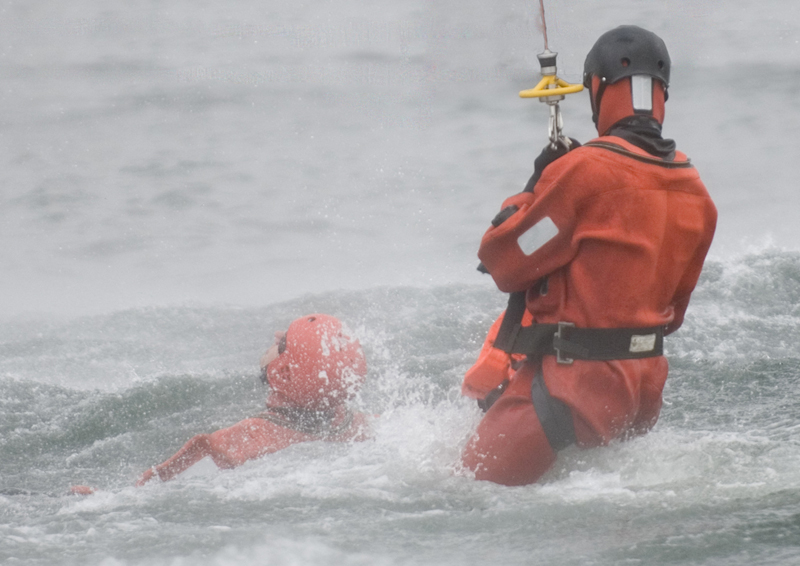
Due aerosoccorritori della Marina danese

L'aerosoccorritore è una figura professionale, di solito soccorritore militare, che utilizza normalmente come mezzo di trasporto l'elicottero per effettuare il recupero di persone in difficoltà in diversi contesti (mare, montagna, siti complessi da raggiungere), e il soccorso di persone ferite. I compiti principali sono il primo soccorso per stabilizzare i traumatizzati, l'assistenza e il recupero di naufraghi, ricerca e soccorso di dispersi sia su terra che in mare, sia a favore della popolazione civile che militari.

## Italia
L'aerosoccorso in Italia è gestito da un centro di coordinamento e soccorso dell'Aeronautica Militare che ha sede a Poggio Renatico competente in zona terrestre e marina, e dal centro nazionale di coordinamento del soccorso marittimo del Corpo delle Capitanerie di Porto - Guardia Costiera di Roma per quella marittima.
Sul territorio nazionale sono attive le basi aeromobili della Guardia Costiera a Sarzana (SP), Catania, Pescara, Decimomannu e, per l'Aeronautica Militare, il 15º Stormo  con sede a Cervia, composto da cinque gruppi elicotteri, di stanza a: Pratica di mare, Gioia del Colle, Trapani-Birgi, Decimomannu e Cervia-Pisignano. Infine anche la Guardia di finanza ha un Nucleo aerosoccorso, alla sezione aerea di manovra di Elmas.
I citati centri di coordinamento possono avvalersi, al fine ultimo della salvaguardia della vita umana, dell'ausilio di altre unità di soccorso militari e civili.

### Aeronautica Militare

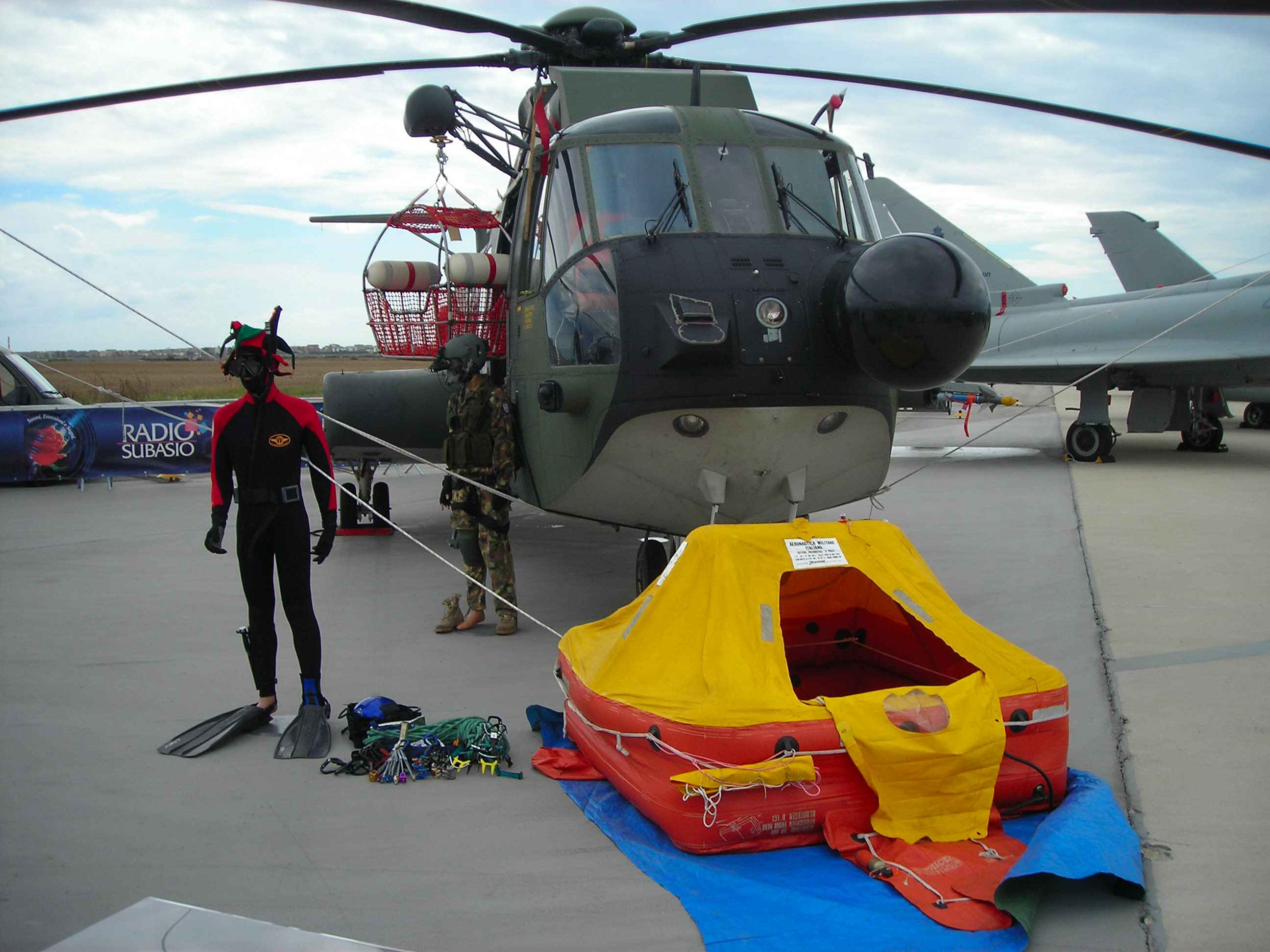
Equipaggiamento per il soccorso utilizzato con l'HH-3F dell'Aeronautica Militare

Gli aerosoccorritori dell'Aeronautica Militare nacquero come gruppo nel 1967 a opera del Tenente Colonnello Franco Papò. Venne pertanto istituito il "Centro di Sopravvivenza ed Aerosoccorritori", dapprima presso l'aeroporto di Vigna di Valle, e poi trasferito nel 1978 presso l'aeroporto di Furbara per la presenza di elementi utili dal punto di vista addestrativo come il mare e vicinanza dei monti della Tolfa.
Da allora fino al 2003 il CSA ha provveduto alla qualificazione di tutti i circa 200 aerosoccorritori operanti sul territorio nazionale e, secondo le direttive NATO, ha provveduto ad effettuare corsi di sopravvivenza in mare, di sopravvivenza in montagna e di sopravvivenza, evasione e fuga, con una media di 600 frequentatori all'anno, facenti parte degli equipaggi di volo dell'Aeronautica Militare e delle altre Forze Armate, anche di altre nazioni europee, nonché di appartenenti alle Forze Speciali. Tutti gli aerosoccorritori del CSA sono brevettati sommozzatori o palombari tramite appositi corsi presso il Gruppo  operativo subacquei del Comando subacquei ed incursori della Marina Militare, in quanto devono provvedere al recupero dei velivoli militari e civili inabissati a seguito a incidenti di volo e a fornire l'assistenza subacquea necessaria alla forza armata.
Dal 2003 il CSA, in considerazione delle vaste esperienze acquisite dai suoi aerosoccorritori, è stato progressivamente trasformato nel 17º Stormo incursori, e parte delle sue competenze sono transitate al 15º Stormo SAR.
In contemporanea alla fondazione del Centro di sopravvivenza ed aerosoccorritori si rese necessaria la creazione delle Squadriglie e dei Centri SAR sul territorio nazionale equipaggiate con gli elicotteri AB 212 e HH-3F affidandogli come compito il recupero e soccorso sia dei militari che della popolazione civile. Da quel momento la ricerca e il soccorso in mare sono divenuti tra i compiti istituzionali dell'Aeronautica Militare. In tutti questi anni di attività sono state soccorse e salvate oltre 7000 persone.
Gli aerosoccorritori dell'Aeronautica hanno scelto di adottare come stemma di riconoscimento il Jolly che fa il gesto dell'ombrello, lo stesso jolly trovato raffigurato da un gruppo di aerosoccorritori sul portellone di uno degli aerei del Duce durante un'immersione presso il lago di Bracciano, negli anni '70; il disegno è stato ripreso nella forma originale per specificare di essere pronti a tutto per salvare vite umane. Gli aerosoccorritori della Guardia di Finanza, che dal 2007 vengono formati proprio dal 15º Stormo, hanno adottato anch'essi un jolly, pur differente nelle fattezze.
Tra i numerosi interventi di soccorso civile si ricordano quelli a favore della popolazione del Friuli Venezia Giulia dopo il disastroso terremoto, alle popolazioni alluvionate in Piemonte, a Sarno e in Versilia, l'emergenza vulcano a Stromboli e sisma in Abruzzo 2009.
Gli aerosoccorritori del 17º Stormo incursori svolgono le missioni di Combat SAR per la ricerca e al soccorso dei militari italiani in missione all'estero, e impiegati in Somalia, in Jugoslavia, in Albania, in Kosovo, in Iraq e dal 2006 nell'operazione ISAF in Afghanistan.

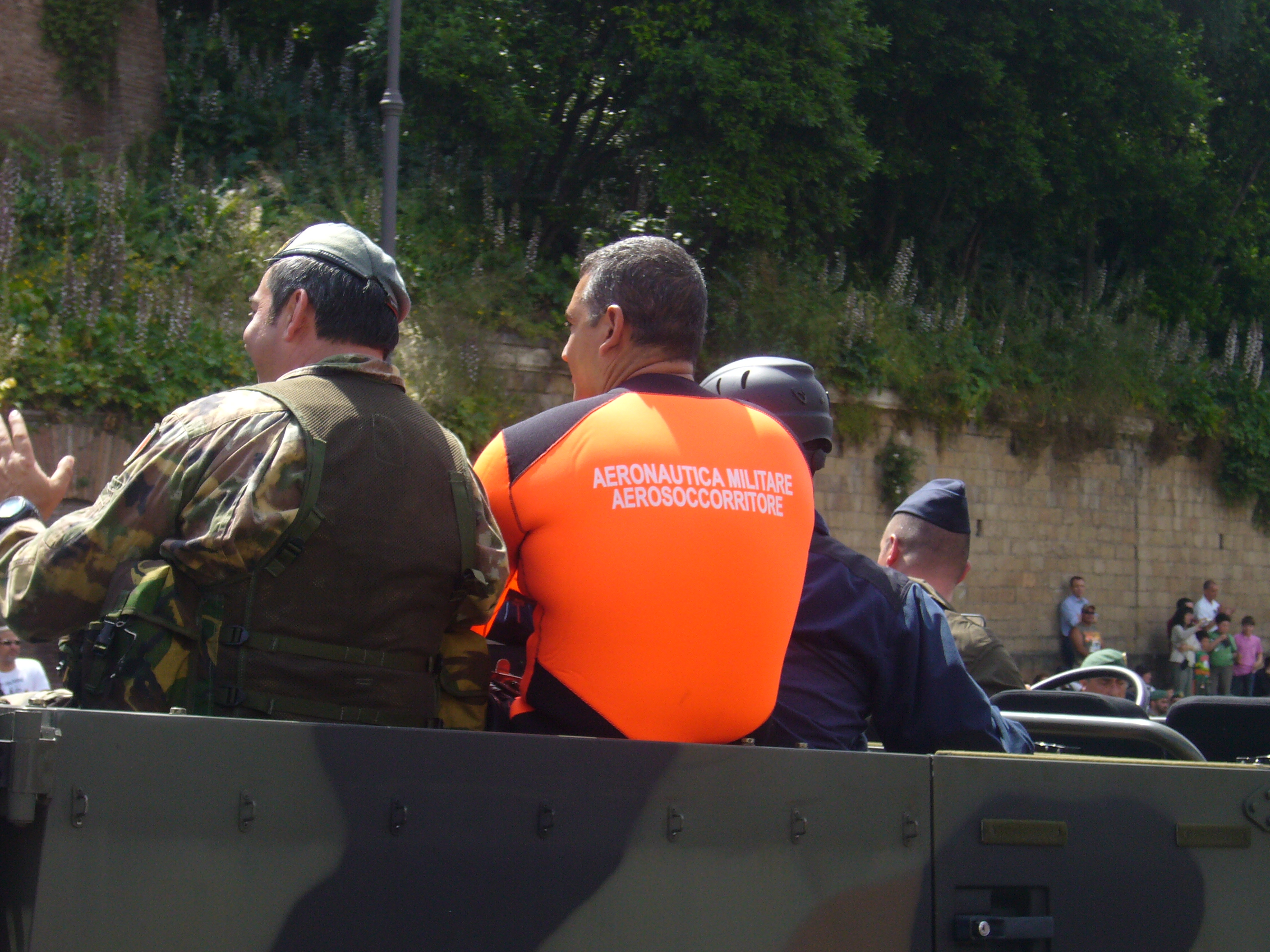
Aerosoccorritore del 17º Stormo

#### Formazione ed addestramento
La formazione degli aerosoccorritori, anche non dell'Aeronautica Militare, avviene presso l'81º Centro addestramento equipaggi del 15º Stormo di stanza all'aeroporto di Pisignano di Cervia.
Il corso di qualificazione ha la durata di circa 8 mesi ed è strutturato prevedendo la formazione teorico-pratica attraverso lo svolgimento di 4 moduli fondamentali. La parte teorica è incentrata soprattutto sul primo soccorso, fondamentale per poter mantenere in vita un traumatizzato. Corsi di pronto soccorso di livello superiore vengono successivamente effettuati all'estero presso istituti NATO in Germania. I moduli dopo, aver superato il "corso propedeutico selettivo", sono così articolati: 
- corso aerosoccorritori (100 giorni);
- corso di sopravvivenza e soccorso in montagna e zone impervie per aerosoccorritori (19 giorni);
- corso impiego e manutenzione armamento (12 giorni);
- MTU - qualifica velivolo HH139A / HH-101A / AB 212 (5 giorni).

I neoqualificati aerosoccorritori vengono quindi inviati presso i reparti assegnati dove conseguiranno la "prontezza al combattimento limitato" (PCL) attraverso attività di addestramento in volo, a terra e in acqua. Successivamente conseguiranno la qualifica di "pronto al combattimento" attraverso ulteriori addestramenti in volo, a terra e in poligono. Il conseguimento della prontezza al combattimento è subordinato allo svolgimento dei seguenti corsi: 
- corso Combat SAR (42 giorni);
- corso tecniche e procedure di autenticazione (5 giorni);
- corso di sopravvivenza, evasione e fuga (14 giorni).

Gli aerosoccorritori si sottopongono inoltre ad altri corsi di formazione ed addestramento continuo, tra cui i corsi di nuoto, difesa personale, alpinismo, roccia e sci, telecomunicazioni, armamento, sopravvivenza e fuga/interrogatorio, Basic Life Support, quelli per la patente nautica militare, per la qualifica di sommozzatore militare abilitato al servizio di sicurezza e lavori in carena e quelli di pattugliamento (con il Col Moschin).
Gli aerosoccorritori frequentano anche corsi di formazione in collaborazione con le altre forze armate della NATO, tra cui quelli svolti in Germania presso la ITSC – International Training School Center di Pfullendorf di combat survive(sopravvivenza in zone nemiche) e medical patrol(medico di pattuglia), oppure presso le basi di Florennes e in Inghilterra per il C/SAR nell'ambito del Tactical Leadership Program. Negli ultimi anni sono stati inseriti i corsi JCRTF (Joint Combined Recovery Task Force) organizzati dall'EAG (European Air Group) presso le basi di Albacete e Caseaux.

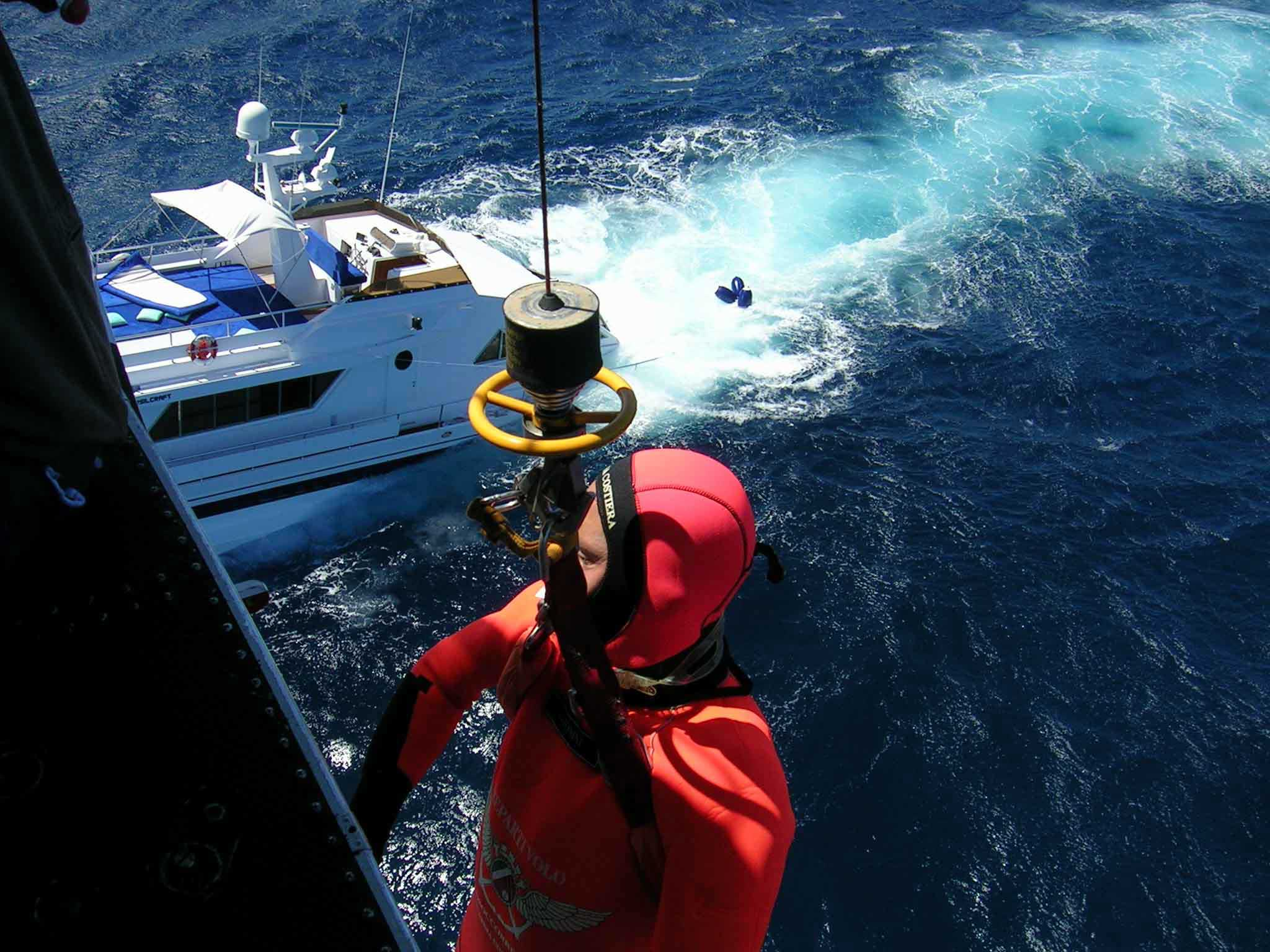
Un operatore di volo della Guardia Costiera recupera con il verricello un aerosoccorritore su un AB-412 CP "Koala"

Per mantenere elevato lo standard di addestramento, il 15º Stormo organizza annualmente attività di elevata difficoltà come l'attraversamento a nuoto dello stretto di Messina (in collaborazione con la Guardia Costiera) e l'ascesa al Monte Bianco e al Monte Rosa (in collaborazione con il Centro Addestramento Alpino di Aosta)..
L'armamento utilizzato è costituito tipicamente dalla pistola semiautomatica Beretta 92-SB, dal fucile mitragliatore Beretta SCP 70/90, dalla mitragliatrice FN Minimi e dal lanciagranate da 40 mm M203.

#### Operatività

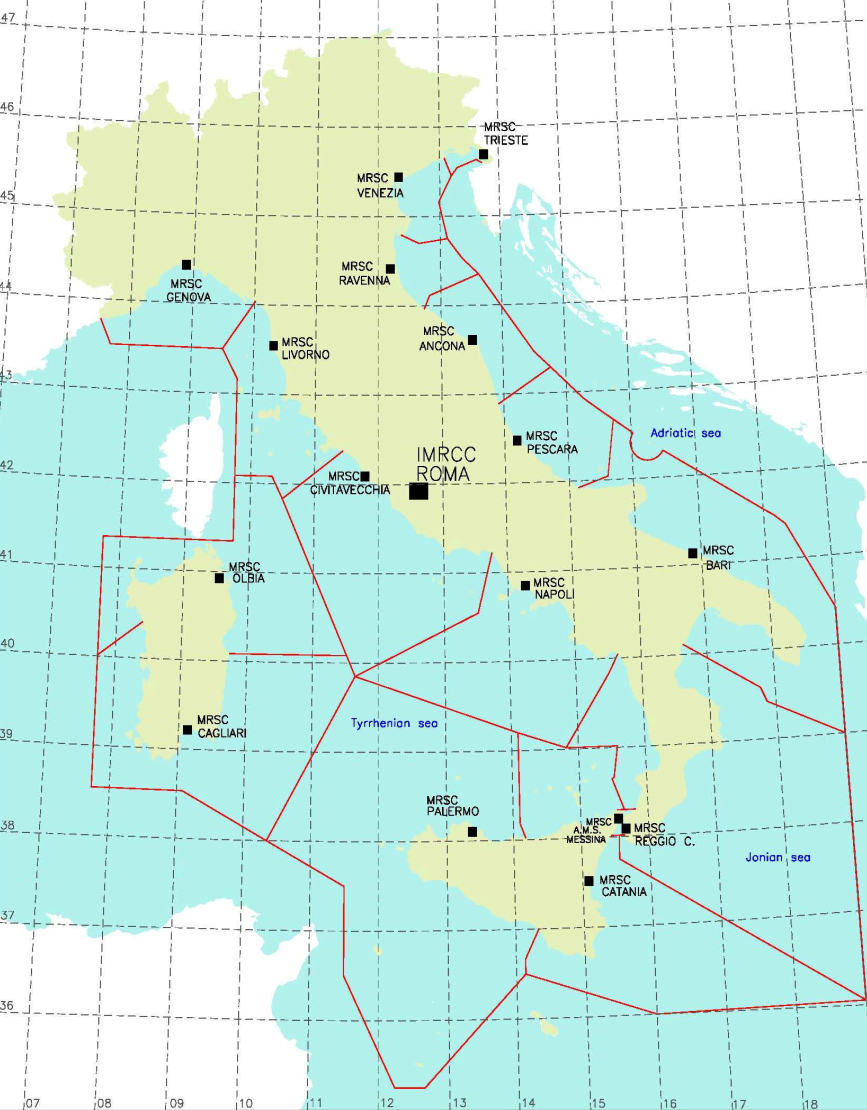
Area SAR italiana ed aree MRSC

Gli aerosoccorritori dell'Aeronautica Militare operano con elicotteri HH-139A, AB 212 e HH 101A. Nel caso la situazione lo rendesse necessario l'aerosoccorritore può essere fatto scendere sul territorio per la ricerca ed il recupero del ferito, avendo una capacità in solitaria di almeno 72 ore necessarie per rimanere con il traumatizzato e fornirgli assistenza, prestando le cure di primo soccorso e attendendo gli aiuti via terra, oppure trasportando il ferito in una zona sicura o più idonea per l'atterraggio dell'elicottero.
Le basi SAR sono dislocate in tutta Italia (Cervia, Pratica di Mare, Grazzanise, Perdasdefogu, Decimomannu, Gioia del Colle e Trapani Birgi) e gli equipaggi di soccorso sono pronti a decollare 24 ore su 24, 365 giorni all'anno, entro 30 minuti dalla richiesta di soccorso, di giorno, ed entro 2 ore di notte.

### Guardia Costiera

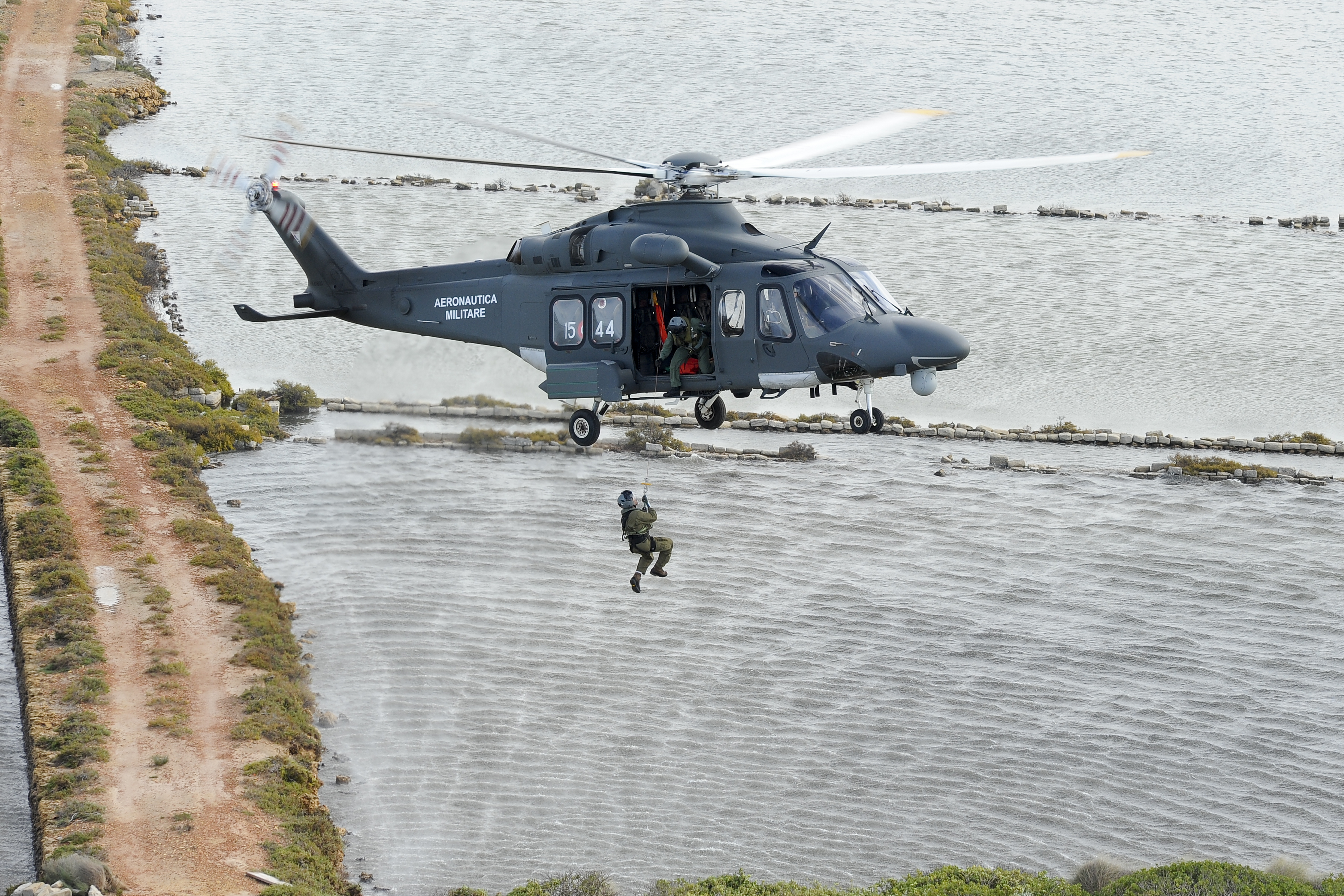
Un aerosoccorritore dell'82º Centro C/SAR scende da un HH139

La Guardia Costiera italiana per i compiti d'istituto legati alla ricerca e soccorso in mare, è responsabile della formazione dei propri aerosoccorritori, detti aerosoccorritori marittimi, che si svolge interamente presso la Base Aeromobili di Sarzana (SP). L’iter formativo ha una durata di 3 mesi, all’interno dei quali i candidati vengono sottoposti ad una selettiva  preparazione fisico/atletica che gli permetterà successivamente di intervenire nei molteplici scenari SAR che l’ambiente marino offre, conseguendo inoltre le abilitazioni sanitarie BLSD e PTC, nonché una conoscenza approfondita dei dispositivi e delle tecniche di recupero di naufraghi ed infortunati politraumatizzati.
Non di secondaria importanza, i candidati vengono istruiti anche sulla gestione psicologica di chi verrà soccorso in mare.
La lunga esperienza maturata nei più svariati scenari incontrati nelle operazioni di ricerca e soccorso, base necessaria per individuare il percorso addestrativo più idoneo, ha contribuito in modo decisivo a formare una figura professionalmente completa, in grado di operare tempestivamente, in autonomia e sicurezza.
Gli aerosoccorritori marittimi della Guardia Costiera operano da elicotteri AW139.

### Guardia di finanza
Dal 2007 anche la Guardia di finanza ha una propria componente autonoma di aerosoccorritori, formati presso il 15º Stormo dell'Aeronautica Militare, e inquadrata nei Reparti operativi aeronavali (ROAN). Dall'agosto 2011 è attivo il primo Nucleo aerosoccorso presso la sezione aerea di manovra di Elmas, in Sardegna.
Gli aerosoccorritori della Guardia di finanza operano tipicamente su elicotteri AB-412.

## Filmografia
- The Guardian - Salvataggio in mare